# Winx Club 3D - Magica avventura
Winx Club 3D - Magica avventura è un film d'animazione in CGI del 2010 diretto da Iginio Straffi. È il secondo film tratto dal cartone animato Winx Club. La produzione del film è iniziata nel 2007, prima che fosse scritta la quarta stagione. Il film è stato distribuito in Italia il 29 ottobre 2010, disponibile anche in versione 3D.
Il film ha avuto un sequel, distribuito nel 2014, dal titolo Winx Club - Il mistero degli abissi.

## Trama
Bloom è alle prese con la vita da principessa di Domino. Al termine di una giornata passata insieme a Sky, quest'ultimo chiede all'amata di sposarlo e lei accetta gioiosa. Il regno di Domino è lieto all'annuncio, finché lo specialista rivela alla protagonista di non poterla più sposare, suscitando l'amarezza di lei e l'ira del re. Il resto delle Winx, recatesi dall'amica, provano a risollevarla. Sky, intento a svelare all'amata la ragione per cui ha ritirato la proposta di matrimonio, penetra nel palazzo, ma Oritel lo bandisce dal regno.
Bloom chiede al padre di dare una possibilità a Sky, ma lui rifiuta; perciò, la fata abbandona il regno, e, insieme alle migliori amiche, ritorna a Gardenia da Mike e Vanessa. La ragione per cui Sky ha rinunciato al matrimonio con Bloom è per via dei rispettivi padri: un tempo, Oritel ed Erendor erano buoni amici, ma durante la battaglia contro le Tre Streghe Antenate, quando i sovrani stipularono un'alleanza tra i propri regni, il re di Eraklyon non rispettò il patto perché minacciato dalle Tre Streghe, abbandonando Oritel e l'intero regno di Domino ad un terribile destino.
Intanto, le Trix, per direttiva delle Tre Streghe Antenate, libere dalla Dimensione di Obsidian, cancellano la magia positiva dell'Albero della Vita, privando le fate dei propri poteri magici. Così, accompagnate dagli Specialisti, le Winx si recano presso l'Isola di Havram, dove si trova una pianta derivata dell'Albero della Vita, in grado di ripristinare la magia buona nella Dimensione Magica. Il gruppo di eroi riesce nella missione, ma Bloom e le ragazze devono affrontare una pericolosa battaglia contro le Trix, possedute dalle Tre Streghe Antenate.
Alla fine, grazie ad un incantesimo di convergenza Believix e alla Fiamma del Drago della leader, le giovani fate battono il Drago di Obsidian, annientando per sempre le tre streghe. Oritel salva Erendor in fin di vita; quest'ultimo chiede lui perdono, cosicché il re di Domino e quello di Eraklyon si chiariscono, annunciando ai rispettivi figli il permesso di sposarsi in futuro .

## Media

### Home video
Il film è stato distribuito da Medusa Film in DVD e in BD, sia in versione regolare che in versione stereoscopica, il 4 marzo 2011.

### Album
L'album con la colonna sonora del film è stato pubblicato la prima volta in anteprima il 16 ottobre 2010, prima della distribuzione del film, in edizione da edicola in allegato a Donna Moderna. Inoltre, il 5 aprile 2011, è stato distribuito un ulteriore album con la colonna sonora del film, stavolta acquistabile su iTunes.

## Distribuzione internazionale
Il film è stato distribuito in circa 30 paesi oltre l'Italia.
| Paese       | Data             |
| ----------- | ---------------- |
| Russia      | 21 ottobre 2010  |
| Italia      | 29 ottobre 2010  |
| Turchia     | 29 ottobre 2010  |
| Portogallo  | 31 marzo 2011    |
| Francia     | 6 aprile 2011    |
| Estonia     | 22 aprile 2011   |
| Germania    | 5 maggio 2011    |
| Israele     | 21 luglio 2011   |
| Grecia      | 20 ottobre 2011  |
| Spagna      | 18 novembre 2011 |
| Polonia     | 2 dicembre 2011  |
| Belgio      | 4 aprile 2012    |
| Paesi Bassi | 4 aprile 2012    |
| Kuwait      | 10 maggio 2012   |

### Edizione italiana
Il doppiaggio del film è stato effettuato presso la Royfilm e diretto da Leslie La Penna su testi di Laura Giordani.

## Botteghino
Nella prima settimana di apertura, il film ha incassato 670.241 euro, arrivando al quinto posto nella graduatoria degli incassi. Successivamente si è piazzato alla quarta posizione nella classifica italiana, incassando in totale 3.048.000 euro. Il film ha riscosso grande successo in Russia e in Turchia, dove ha raggiunto la prima posizione dei film più visti al cinema nella prima settimana. Inoltre, in Bulgaria, il risultato è stato più che positivo dato che il film è arrivato ben presto al secondo posto nella classifica dei film più visti, resistendo per circa tre mesi; in Francia, il film si è classificato diciassettesimo, in Austria nono, in Lituania quarto e in Lettonia settimo.

## Riconoscimenti
- 2010 - Riconoscimento: Miglior film d'animazione italiano agli Italian 3D Awards della Casa del Cinema di Roma.